# Чифтчи, Батухан
Батухан Чифтчи (тур. Batuhan Çiftçi; род. 16 декабря 1997) — турецкий боксёр, выступающий в наилегчайшем весе. Он выступает за клуб «Фенербахче». Участник летних Олимпийских игр 2020 года в Токио. Чемпион Балкан 2019 года.

## Биография
Батухан Чифтчи родилася 16 декабря 1997 года в Ускюдаре.

## Боксерская карьера
Выступает за клуб «Фенербахче».
Батухан Чифтчи выступал на чемпионате Европы среди кадетов в Грозном, чемпионате Европы среди юниоров 2013 года в Анапе, чемпионате мира среди юниоров 2013 года в Киеве, молодежном чемпионате Европы 2015 года в Колобжеге, а также на чемпионатах Европы до 22 лет 2018 года в Тыргу-Жиу и 2019 года во Владикавказе.
На чемпионате Европы 2017 года в Харькове он выбыл на стадии 1/8 финала, уступив Брендану Ирвину. На Средиземноморских играх 2018 года в Таррагоне Чифтчи дошёл по четвертьфинала, где проиграл Габриэлю Эскобару.
На Европейских играх в Минске в 2019 году он уступил Хамзе Тубе 2:3, но завоевал золотую медаль на Балканском чемпионате 2019 года в Анталии.
В европейской олимпийской квалификации в Лондоне в марте 2020 года он победил Закария Бухди из Бельгии и Даниэля Асенова из Болгарии, однако в эти дни новая коронавирусная инфекция была объявлена пандемией и турнир был отменён. В продолжении квалификации в Париже уже в июне 2021 года он победил румына Космина Гирляну и, таким образом, получил право выступить за Турцию на летних Олимпийских играх в Токио.